# Panjas
Panjas é uma comuna francesa na região administrativa de Occitânia, no departamento de Gers. Estende-se por uma área de 20,01 km². Em 2010 a comuna tinha 413 habitantes (densidade: 20,6 hab./km²).